# 대한주택관리사협회
대한주택관리사협회(大韓住宅管理士協會)는 주택관리사가 공동주택관리 전문가로서 효율적인 관리업무 수행을 통한 관리비절감, 공동주택의 수명연장, 쾌적한 주거환경의 조성 등 입주자의 권익을 보호하고 국가 경제 발전에 기여할 수 있도록  설립된 법정법인이다. 서울특별시 금천구 벚꽃로 244 (가산동 60-73) 벽산디지털벨리 5차 1514호에 소재하고 있다.

## 설립 근거
- 공동주택관리법[3]

## 연혁
- 1990년 4월 28일 제1회 주택관리사(보) 합격자 2,348명 배출
- 1991년 2월 24일 사단법인 창립총회
- 1992년 5월 19일 건설부 산하 사단법인 설립허가
- 1995년 2월 1일 주택관리사공제조합 설립
- 1995년 4월 28일 "한국아파트신문" 창간
- 1996년 3월 1일 '안전문화정착캠페인' 공동전개
- 1997년 5월 19일 그린하우징100국민운동본부 공동설립
- 1998년 5월 19일 인터넷 홈페이지(www.apartment.or.kr, www.khma.org) 개통

대한주택관리사협회 연혁 보기 보관됨 2018-03-29 - 웨이백 머신

## 목표
공동주택을 전문적이고 계획적으로 관리하고 입주자의 편의를 도모할 뿐만 아니라
공동주택의 유지관리와 운영관리 및 생활관리를 원활하게 이루어 거주자의 만족도를 높이고 또한 시대의 변화에 따른 주거구조 및 시설의 현대화에 따른 새로운 관리기법의 연구·개발을 통한 공동주택 관리의 질을 높이는 역할을 목표로 삼고 있습니다.

## 조직

### 대한주택관리사협회장
- 법정 초대 협회장 : 김홍선
- 법정 2대 협회장 : 주영미
- 법정 3대 협회장 : 주영미
- 법정 4대 협회장 : 김홍립
- 법정 5대 협회장 : 김찬길
- 법정 6대 협회장 : 김찬길
- 법정 7대 협회장 : 최창식
- 법정 8대 협회장 : 황장전
- 법정 9대 협회장 : 이선미

#### 상설위원회
- 총무위원회
- 법제위원회
- 교육위원회
- 정보화위원회
- 윤리위원회

#### 특별위원회
- 선거관리위원회
- 신문및간행물편찬위원회
- 정책위원회
- 혁신위원회
- 안전보건위원회
- 중앙권익위원회
- 예결산위원회
- 홈페이지운영자회의

### 부회장

#### 사무총장
| - 기획홍보팀 - 운영지원팀 - 정책팀 - 법제팀 - 회원권익팀 - 상담콜센터 - 교육사업팀 - 교육운영팀 - 중앙정보센터 - 일반공제팀 - 보증공제팀 - 보상팀 - 세종공제사업팀 - 운영지원팀 - 공제정보팀 - 회원권익팀 - 법제지원팀 - 홍보정책팀 - 안전보건교육팀 - 안전보건사업팀 - 회계행정지원팀 |

## 산하기관
- (주)주택안전기술원
- 한국주택관리연구원
- 한국아파트신문사

## 시도회
| - 서울시회 - 인천시회 - 경기도회 | - 강원도회 | - 충북도회 | - 대전시회 - 충남도회 | - 전북도회 | - 광주시회 - 전남도회 | - 대구시회 - 경북도회 | - 부산시회 - 울산시회 - 경남도회 | - 제주도회 |